# Microrégion de Juazeiro
 (février 2025).
Si vous disposez d'ouvrages ou d'articles de référence ou si vous connaissez des sites web de qualité traitant du thème abordé ici, merci de compléter l'article en donnant les références utiles à sa vérifiabilité et en les liant à la section « Notes et références ».
La microrégion de Juazeiro est l'une des quatre microrégions qui subdivisent la vallée du São Francisco de l'État de Bahia au Brésil.
Elle comporte 8 municipalités qui regroupaient 494 867 habitants en 2014 pour une superficie totale de 55 830 km2.

## Municipalités[1]
- Campo Alegre de Lourdes
- Casa Nova
- Curaçá
- Juazeiro
- Pilão Arcado
- Remanso
- Sento Sé
- Sobradinho